# Alchemilla appendiculata
Alchemilla appendiculata é uma espécie de rosácea do gênero Alchemilla, pertencente à família Rosaceae.